# Albertisia laurifolia
Albertisia laurifolia là một loài thực vật có hoa trong họ Biển bức cát. Loài này được Yamam. mô tả khoa học đầu tiên năm 1942.